# Saint-Sauvy
Saint-Sauvy – miejscowość i gmina we Francji, w regionie Oksytania, w departamencie Gers.
Według danych na rok 1990 gminę zamieszkiwało 319 osób, a gęstość zaludnienia wynosiła 18 osób/km² (wśród 3020 gmin regionu Midi-Pireneje Saint-Sauvy plasuje się na 748. miejscu pod względem liczby ludności, natomiast pod względem powierzchni na miejscu 644.).